# Paul Scofield
Paul Scofield, CBE (født 21. januar 1922 i Hurstpierpoint, Sussex, død 19. marts 2008) var en Oscar-vindende britisk skuespiller, der både havde roller på teatret og i spillefilm.
Han blev længe ansat for at være en af de førende karakterskuespillere indenfor britisk teater, men det var for sin rolle som Sir Thomas More i filmen Mand til alle tider (org. A Man for All Seasons), at han modtog størst anerkendelse, da han i 1966/1967 både fik en Oscar for bedste mandlige hovedrolle og en BAFTA-pris fra det britiske filmakademi. Han var i 1956 blevet tildelt ordenen Order of the British Empire. Dansk anerkendelse blev det også til, da han modtog Bodilprisen for sin rolle som kong Lear i Peter Brooks' film af samme navn i 1971. Filmen blev optaget ved Råbjerg Mile.
Scofield døde af leukæmi.